# 우라카미 다케시
우라카미 다케시(일본어: 浦上 壮史, 1969년 2월 7일 ~ )는 일본의 전 축구 선수이다.

## 구단 경력
과거 요코하마 마리노스, 시미즈 에스펄스, 가와사키 프론탈레에서 활동하였다.